# Pegomya emeinigra
Pegomya emeinigra är en tvåvingeart som beskrevs av Deng, Li och Sun 1987. Pegomya emeinigra ingår i släktet Pegomya och familjen blomsterflugor. Inga underarter finns listade i Catalogue of Life.